# Neuviller-la-Roche
Neuviller-la-Roche (in tedesco Neuwiller, in alsaziano Nevlet, fino al 28 dicembre 1961 Neuwiller) è un comune francese di 414 abitanti situato nel dipartimento del Basso Reno nella regione del Grand Est.

## Società

### Evoluzione demografica
Abitanti censiti